# Neisseria lactamica
Neisseria lactamica es una bacteria diplococo gramnegativa. Es estrictamente una especie comensal de la nasofaringe. Es la única Neisseria capaz de producir β-D-galactosidasa y de fermentar lactosa.
Esta bacteria es más común en los niños pequeños. Existe una relación inversa entre la colonización por N. lactamica y Neisseria meningitidis. 
El transporte de N.lactamica se relacionó con una disminución de la incidencia de enfermedad meningitis invasiva. Sin embargo, la resistencia a la penicilina y otros beta-lactámicos se puede transmitir de una Neisseria comensal cómo Neisseria lactamica a una bacteria que causa enfermedad, como Neisseria meningitidis por el  proceso de transformación genética.